# Permission marketing
Permission marketing (marketing za przyzwoleniem) – w marketingu relacji:  sposób budowania i utrzymywania więzi z klientami.
Istota permission marketingu polega na uzyskaniu przyzwolenia/zgody klienta na otrzymywanie komunikatu marketingowego. Otrzymanie zgody jest punktem wyjścia do budowania komunikacji personalizowanej uwzględniającej osobiste preferencje, zainteresowania i potrzeby klienta.
Działania wykorzystujące zasady permission marketingu pozwalają na budowę lojalności konsumenckiej, utrzymywaniu relacji z klientami, budowę wizerunku firmy lub marki i sprzedaż. Permission marketing najczęściej wykorzystywany jest w narzędziach komunikacji e-mail marketingu: m.in. newsletterach, oraz Bluetooth Marketingu.
Twórcą pojęcia permission marketing jest Seth Godin uważany za guru marketingu i pioniera nowatorskiego podejścia do marketingu produktów i usług.